# Honigwaben-Zackenbarsch
Der Honigwaben-Zackenbarsch (Epinephelus merra), auch Zwerg-Wabenbarsch oder Merra-Wabenbarsch genannt, kommt im gesamten tropischen und subtropischen Indopazifik von Südafrika bis zur Lord-Howe-Insel und Französisch-Polynesien vor, nicht jedoch an den Küsten des asiatischen Festlandes, bei Hawaii, den Osterinsel und im Arabischen Meer. Er lebt in geschützten Riffen und flachen Lagunen bis in Tiefen von maximal 50 Metern, meist jedoch nicht unterhalb von 20 Metern. Er ist die häufigste Zackenbarschart mit wabenartigem Zeichnungsmuster.

## Merkmale
Die Fische werden 23 bis 31 Zentimeter lang, sind ockerfarben bis hellbraun, mit wabenförmigen, braunen Flecken, die zu kurzen Ketten verschmolzen sein können. Über die Flanken ziehen sich bis zu fünf diagonale Bänder, die aus zwei bis fünf dunkelbraune Wabenreihen gebildet werden.
Flossenformel: Dorsale XI/15–17, Anale III/8 

## Lebensweise
Jungfische leben verborgen zwischen ästigen Acropora-Steinkorallen. Sie ernähren sich vor allem von Krabben (63 % bei Magenuntersuchungen) und Fischen (35 %). Alttiere fressen Fische (68 %), Krabben (22 %) und Kopffüßer (8 %). Sie sind wenig scheu. Wie alle Sägebarsche wechseln die Tiere im Laufe ihres Lebens das Geschlecht. Nach Eintritt der Geschlechtsreife sind sie zunächst weiblich und wandeln sich mit fortschreitendem Wachstum in Männchen um. Honigwaben-Zackenbarsche mit einer Länge von 16 cm sind noch weiblich, bei einer Länge von 20 cm sind fast alle Tiere männlich. Bei den Gesellschaftsinseln laichen die Fische von Januar bis April. Die Laichaktivitäten beginnen in jedem dieser Monate 2 bis 3 Tage vor Vollmond und dauern 3 bis 4 Tage lang an.